# Penaeoidea
Penaeoidea (лат.) — надсемейство десятиногих раков (Decapoda), включающее большинство представителей подотряда Dendrobranchiata. Включает восемь семейств:
- Aristeidae — 10 родов, 28 видов
- Benthesicymidae — 5 родов, 43 видов
- Penaeidae — 48 родов, 286 видов
- Sicyoniidae — 1 род, 53 видов
- Solenoceridae — 9 родов, 86 видов
- † Aciculopodidae — 1 род, 1 вид
- † Aegeridae — 2 рода, 25 видов
- † Carpopenaeidae — 1 род, 3 вида